# Chen Xiaojun
Chen Xiaojun (chinesisch 陈晓君, Pinyin Chén Xiǎojūn; * 4. August 1992 in Chaozhou) ist eine ehemalige chinesische Synchronschwimmerin.

## Erfolge
Chen Xiaojun erhielt ohne eigenen Einsatz bei den Asienspielen 2010 in Guangzhou die Goldmedaillen in der Kombination und in der Mannschaftskonkurrenz. Sie gewann im Rahmen der Weltmeisterschaften 2011 in Shanghai mit der Mannschaft in der Kombination mit Silber ihre erste internationale Medaille bei eigenem Einsatz. Die Chinesinnen schlossen den Wettkampf hinter Russland und vor Kanada auf Platz zwei ab. Ein Jahr darauf trat Chen bei den Olympischen Spielen 2012 in London im Wettbewerb mit der Mannschaft an. In diesem erzielte sie zusammen mit Chang Si, Huang Xuechen, Jiang Tingting, Jiang Wenwen, Liu Ou, Luo Xi, Wu Yiwen und Sun Wenyan sowohl in der technischen Übung als auch in der Kür jeweils das zweitbeste Resultat, womit die Chinesinnen auch die Gesamtwertung mit 194,010 Punkten als Zweite abschlossen und hinter den Olympiasiegerinnen aus Russland die Silbermedaillen gewannen. Auf dem dritten Podestplatz folgte die spanische Mannschaft. Bei den Asienspielen 2014 in Incheon gewann Chen mit der Mannschaft die Goldmedaille vor den Mannschaften aus Japan und Nordkorea.